# Uromyias
Uromyias är ett fågelsläkte i familjen tyranner inom ordningen tättingar: Släktet omfattar endast två arter som förekommer i Anderna från Venezuela till Peru:
- Vig mestyrann (U. agilis)
- Perumestyrann (U. agraphia)